# Бион-11
Бион-11 — полёт космического аппарата для медико-биологических исследований из серии Бион. Среди полезной нагрузки были: тритоны, улитки, мухи дрозофилы, а также другие насекомые, бактерии, двое макак-резусов, Лапик и Мультик. Полёт проводился при финансовом обеспечении американской стороны.
Бортовая аппаратура спутников «Бион-6» — «Бион-11» состояла из комплекса для содержания двух макак-резусов и проведения биологических исследований, а также блока для обеспечения группового содержания десяти крыс и проведения исследований на них. Изучение простейшей модели экосистемы водоема проводились с помощью прибора «Аквариум». С помощью приборов «Цитос» и «Тритон» проводились радиационные и биологические эксперименты на различных биообъектах. Комплекс научной аппаратуры МЭГИ-8 был предназначен для исследования основных характеристик системы модульной электростатической защиты. С помощью прочей аппаратуры обеспечивались поддержание температуры и влажности воздуха в заданном диапазоне, регенерация атмосферы, регистрировались физиологические параметры обезьян и передавалось на Землю их телевизионное изображение.
Полёт прошел полностью успешно. Но уже на Земле на следующий день после посадки погиб Мультик: во время взятия биопсии он получил наркоз, который оказался смертельным для его организма. Причиной стала индивидуальная непереносимость. После полёта Лапик жил в Адлере, в питомнике Института медицинской приматологии РАМН. По некоторым данным своё имя Лапик получил в честь директора института академика Б. А. Лапина.
Аналогичная миссия «Бион-12» была запланирована на декабрь 1998, но не состоялась из-за прекращения участия США.